# Phyllonorycter leucocorona
Phyllonorycter leucocorona är en fjärilsart som först beskrevs av Tosio Kumata 1957.  Phyllonorycter leucocorona ingår i släktet guldmalar, och familjen styltmalar. Inga underarter finns listade i Catalogue of Life.